# Rhabdoribates siamensis
Rhabdoribates siamensis är en kvalsterart som beskrevs av Aoki 1967. Rhabdoribates siamensis ingår i släktet Rhabdoribates och familjen Scheloribatidae. Inga underarter finns listade i Catalogue of Life.